# Убежичи
Убежичи (укр. Убіжичі) — село в Репкинском районе Черниговской области Украины. Население 385 человек. Занимает площадь 1,6 км².
Код КОАТУУ: 7424483402. Почтовый индекс: 15060. Телефонный код: +380 4641.
Близ сёл Красковское и Убежичи обнаружено древнерусское поселение и три курганных могильника периода Киевской Руси (X—XI веков), на каждом из которых было раскопано по одному кургану.

## Власть
Орган местного самоуправления — Красковский сельский совет. Почтовый адрес: 15061, Черниговская обл., Репкинский р-н, с. Красковское, ул. Шевченко, 16.